# Zug Open 2024 - Doppio
Il doppio del torneo di tennis professionistico Zug Open 2024, facente parte della categoria Challenger 125 nell'ambito dell'ATP Challenger Tour 2024, si è giocato dal 22 al 28 luglio a Zugo, in Svizzera. Tra le coppie partecipanti erano assenti Théo Arribagé e Luca Sanchez, i detentori del titolo.
In finale Jurij Rodionov e Volodymyr Uzhylovskyi hanno sconfitto Seita Watanabe e Takeru Yuzuki con il punteggio di 7–6(5), 7–6(5).

## Teste di serie
1. George Goldhoff /  Marcus Willis (primo turno)
2. Jeevan Nedunchezhiyan /  Vijay Sundar Prashanth (quarti di finale)

1. Toshihide Matsui /  Kaito Uesugi (primo turno)
2. Ivan Liutarevich /  Szymon Walków (primo turno)

## Wildcard
1. Henry Bernet /  Dominic Stricker (quarti di finale)

1. Jérôme Kym /  Jeffrey von der Schulenburg (semifinale)

## Tabellone

### Legenda
| - Q = Qualificato - WC = Wild card - LL = Lucky loser | - ALT = Alternate - SE = Special Exempt - PR = Protected Ranking | - w/o = Walkover - r = Ritirato - d = Squalificato |

|  | Primo turno | Primo turno                   | Primo turno             | Primo turno | Primo turno |  |  | Quarti di finale | Quarti di finale              | Quarti di finale         | Quarti di finale            | Quarti di finale      |    |     | Semifinali | Semifinali                   | Semifinali                   | Semifinali                           | Semifinali                           |   |   | Finale | Finale | Finale | Finale | Finale |  |
|  |             |                               |                         |             |             |  |  |                  |                               |                          |                             |                       |    |     |            |                              |                              |                                      |                                      |   |   |        |        |        |        |        |  |
|  | 1           | G Goldhoff M Willis           | 6                       | 5           | [10]        |  |  |                  |                               |                          |                             |                       |    |     |            |                              |                              |                                      |                                      |   |   |        |        |        |        |        |  |
|  |             | S Watanabe T Yuzuki           | 2                       | 7           | [12]        |  |  |                  | S Watanabe T Yuzuki           | 3                        | 6                           | [10]                  |    |     |            |                              |                              |                                      |                                      |   |   |        |        |        |        |        |  |
|  |             | M Kalovelonis R Statham       | M Kalovelonis R Statham | 3           | 2           |  |  |                  | D Pel B Stevens               | 6                        | 1                           | [8]                   |    |     |            |                              |                              |                                      |                                      |   |   |        |        |        |        |        |  |
|  |             | D Pel B Stevens               | D Pel B Stevens         | 6           | 6           |  |  |                  |                               |                          |                             |                       |    |     |            | S Watanabe T Yuzuki          | 2                            | 6                                    | [10]                                 |   |   |        |        |        |        |        |  |
|  | 4           | I Liutarevich S Walków        | I Liutarevich S Walków  | 5           | 5           |  |  |                  |                               | WC                       | J Kym J von der Schulenburg | 6                     | 2  | [8] |            |                              |                              |                                      |                                      |   |   |        |        |        |        |        |  |
|  |             | A Jecan D Pichler             | A Jecan D Pichler       | 7           | 7           |  |  |                  | A Jecan D Pichler             | 78                       | 4                           | [8]                   |    |     |            |                              |                              |                                      |                                      |   |   |        |        |        |        |        |  |
|  |             | M Alves V Orlov               | 6                       | 3           | [5]         |  |  | WC               | J Kym J von der Schulenburg   | 6                        | 6                           | [10]                  |    |     |            |                              |                              |                                      |                                      |   |   |        |        |        |        |        |  |
|  | WC          | J Kym J von der Schulenburg   | 2                       | 6           | [10]        |  |  |                  |                               |                          |                             |                       |    |     |            | Seita Watanabe Takeru Yuzuki | Seita Watanabe Takeru Yuzuki | 65                                   | 65                                   |   |   |        |        |        |        |        |  |
|  | WC          | H Bernet D Stricker           | 64                      | 7           | [11]        |  |  |                  |                               |                          |                             |                       |    |     |            |                              |                              | Jurij Rodionov Volodymyr Uzhylovskyi | Jurij Rodionov Volodymyr Uzhylovskyi | 7 | 7 |        |        |        |        |        |  |
|  |             | L Britto R Stepanov           | 7                       | 64          | [9]         |  |  | WC               | H Bernet D Stricker           | H Bernet D Stricker      | 3                           | 3                     |    |     |            |                              |                              |                                      |                                      |   |   |        |        |        |        |        |  |
|  |             | J Rodionov V Uzhylovskyi      | 711                     | 5           | [10]        |  |  |                  | J Rodionov V Uzhylovskyi      | J Rodionov V Uzhylovskyi | 6                           | 6                     |    |     |            |                              |                              |                                      |                                      |   |   |        |        |        |        |        |  |
|  | 3           | T Matsui K Uesugi             | 69                      | 7           | [2]         |  |  |                  |                               |                          |                             |                       |    |     |            | J Rodionov V Uzhylovskyi     | J Rodionov V Uzhylovskyi     | 7                                    | 7                                    |   |   |        |        |        |        |        |  |
|  |             | R Bertola L Margaroli         | 6                       | 62          | [10]        |  |  |                  |                               |                          | R Bertola L Margaroli       | R Bertola L Margaroli | 62 | 5   |            |                              |                              |                                      |                                      |   |   |        |        |        |        |        |  |
|  |             | RA Burruchaga JM Cerúndolo    | 2                       | 7           | [5]         |  |  |                  | R Bertola L Margaroli         | 1                        | 6                           | [17]                  |    |     |            |                              |                              |                                      |                                      |   |   |        |        |        |        |        |  |
|  |             | J Paul D Wenger               | 7                       | 4           | [5]         |  |  | 2                | J Nedunchezhiyan VS Prashanth | 6                        | 4                           | [15]                  |    |     |            |                              |                              |                                      |                                      |   |   |        |        |        |        |        |  |
|  | 2           | J Nedunchezhiyan VS Prashanth | 65                      | 6           | [10]        |  |  |                  |                               |                          |                             |                       |    |     |            |                              |                              |                                      |                                      |   |   |        |        |        |        |        |  |